# 公地悲劇
公地悲劇（英語：Tragedy of the commons），又稱共有財悲劇，是一個在經濟學和生態環境中常使用的隱喻，指個人可以開放地獲取資源，不受共享的社會結構、正式規則、收費或徵稅限制取得和耗用，並根據自身利益獨立行動，違背其他使用者的共同利益，在與可用資源相關的使用者過多之情況下，通過不協調的行動導致資源枯竭。
該概念的核心要素起源於英國經濟學家 William Forster Lloyd 於1833年撰寫的一篇文章，他使用了一個假設示例來說明不受管制的放牧對共有土地（英語：Common land）的影響。亞里士多德的論述中有這個想法的雛形：“大多數人所共有的東西得到的關注最少。人們最關注自己的東西：他們不太關心共有的東西。”批評者指出，雖然 Lloyd 舉了一個假設的例子，但英國和歐洲公地的歷史消亡並非由於平民濫用長期持有的使用權导致，而是由於公地所有者圈佔和挪用土地（參看圈地運動），廢除了平民的權利。
1968 年，加勒特·哈丁在期刊《科學》上發表以此概念為名之論述文章後，該概念被廣泛稱為“公地悲劇”。該篇文章成為當時有史以來被引用次數最多的學術論文之一，但也受到了人類學家和歷史學家的众多批评。哈丁在這篇文章中表示，只有人和野獸的數量遠低於土地的承載能力，共同使用才能合理地令人滿意地工作。因此，应该在資源的可用性和依賴資源的人數中找到平衡。後來，哈丁在1980年代初表示：“在人口過剩的情況下，不受管理的公地中的自由會給所有人帶來毀滅。”1991 年，面對歷史和現有公地的證據，哈丁撤回了他最初的論述並撰寫了《“無管理”公地的悲劇》一文。
儘管開放獲取資源系統可能會因過度使用（例如過度捕撈）而崩潰，但許多例子已經存在並且仍然存在，其中社區成員對公共資源的訪問受到監管，他們合作謹慎地利用這些資源而不會崩潰，甚至創造“完美秩序”。埃莉諾·奧斯特羅姆因在其著作Governing the Commons中提出了這一概念，因此獲得2009年諾貝爾經濟學獎。其中包括當地社區如何能夠在沒有自上而下的監管或私有化的情況下做到這一點的例子。另一方面，Dieter Helm 認為這些例子是有特定的背景，公地悲劇“通常不會以這種方式解決。如果是這樣，就不會發生自然的破壞”。
在現代全球經濟背景下，“公地”指的是任何開放獲取和不受管制的資源，例如大氣、海洋、河流、海洋魚類資源，甚至辦公室冰箱。在盎格魯-撒克遜法律脈絡下，公地的概念源自一個古老的原則：並非所有土地都可以掌握在私人手中，但某些類型的財產應該只屬於社會。在此，公地是既不是私人的也不是公共的財產，而是由社區成員為了社區的利益共同持有，他們通過社會結構、傳統或正式規則來管理進入和使用。
在環境科學中，“公地悲劇”經常被引用與可持續發展、經濟增長和環境保護相結合，以及關於全球暖化的辯論。它還被用於分析經濟學、演化心理學、人類學、博弈論、政治學、稅收和社會學等領域的行為。

## 來源
公地悲劇不應照字面的意義解釋，而應視為一種比喻的概念。這個詞彙是一種現象的簡稱，不是對這個現象精準的描述。「悲劇」一詞不應依常理視之有悲劇性，也不應被視為一種歸咎原因的譴責。此外，哈丁對「公地」一詞的使用也常被誤解，這導致了哈丁後來認為他應該將他的論述標題改為——「未受規範的公地之悲劇」。公地悲劇一文著重於解釋經濟、發展心理學、博弈理論和社會學領域。有人將此視為「意外行為」的範例，伴隨著個人在複雜社會系統中的互動所導致的悲劇結果。
哈丁的論文一開始便將注意力集中於無法藉由科技工具解決的問題之上（也就是不同於只需要自然科學上的科技研發與改變，而不需要人類價值觀或道德標準改變的問題）。哈丁聲稱這樣的問題來自於人口的成長和地球資源的使用。
哈丁特別提及地球資源的有限以及有限資源為所謂的「生活品質」所帶來的影響。如果人口成長最大化，那麼每一個個體必須將維持基本生存之外的資源耗費最小化，反之亦然。因此，他認為沒有任何可預見的科技可以解決在資源有限的地球上平衡人口成長與維持生活品質的問題。

## 牧場理論

1958年起莫勞島二氧化碳含量變化，全球暖化算是標準公地悲劇，因為各國經濟角力的環境下，誰都不肯先減排

從這樣的觀點出發，哈丁轉向尋求非科技或非資源管理的方法。他舉出一個牧羊人與牧場資源的假設性例子以解釋他的論點：牧羊人應該極大化他的牧場，並且儘可能的增加他的羊群。而每增加一頭羊，皆會帶來正面與負面的影響：
- 正面：牧羊人可以從增加的羊隻上獲得所有的利潤
- 負面：牧場的承載力因為額外增加的羊隻有所耗損

然而，牧場理論的關鍵性在於這兩者的代價並非平等：牧羊人獲得所有的利益，但是資源的虧損卻是轉嫁到所有牧羊人的身上。因此，就理性觀點考量，每一位牧羊人勢必會衡量如此的效用，進而增加一頭頭的羊隻。但是當所有的牧羊人皆做出如此的結論，並且無限制的放牧時，牧場負載力的耗損將是必然的後果。於是每一個個體依照理性反應所做出的決定將會相同，畢竟獲得的利益將永遠大於利益的耗損。而無限制的放牧所導致的損失便是外部性的一個例子。
由於這樣的個體行為是可預見的，並且將持續發生，因此哈丁稱之為「悲劇」：「持續進行，永無休止的悲劇」。從哈丁的假設出發，可以發現追求自我利益的行動並不會促進公共利益。
在哈丁的理論中， 他舉出一些公有資源的實例，如空氣、海洋、河流、魚群、國家公園、廣告甚至是停車收費器。此外，他的主要論述更在於當地球資源成為所有人類的公地時，人口的成長會帶來如何的影響。
公地悲劇一文還指出針對公地問題舉出潛在的管理解決方式，如：私有化、污染者付費、管制與規範等。從他原始的牧場理論出發，哈丁認為應該將公有地加以分類與規範。他反對以良心作為管理公地的規範，他認為以良心作為規範反而有利於自私的個體侵害他人的權益。
至於如何避免過度消耗公地，哈丁以黑格尔的論述做出結論，他認為「自由是需求的確認」，他表示若將自由狹義的解釋為任意的自由，將使公地悲劇理論更加完整。但哈丁相信，若能在一開始就確認資源之為公地，並對其有所覺醒，了解公有資源是需要受到規範的，那麼「人類將能保有並且培育出更珍貴的自由」。
除了資源使用的主要論述之外，此篇論文另一個值得注意的地方在於他明確的處理和道德相關的問題，並將其投稿於科學期刊《科学》。而期刊為這篇文章所加的按语為「人口成長所帶來的問題並沒有科學的解決方法，而需要一個基本的道德延展。」公地悲劇直到今日仍存有爭議。有些爭議起源於個體是否永遠如哈丁所言的自私。
更值得注意的是，有些爭議來自於將哈丁的意見實踐於真實情況中。有些專家甚至認為哈丁的作品提倡公地的私有化。進而導致了原本由當地機構管制的公地被圈管或私有化。表面上這樣的措施看似保護了資源，實際上卻忽略了預存的管理通常不公平的盜用資源，並且隔離了原本就存在於資源所在的（通常是貧窮的）人群。
當哈丁的論文聚焦於不受管理的資源而非公有管理的資源時，他的訴求卻是不合時宜的。諷刺的是，對於哈丁想法的誤解通常來自於他的牧場理論。大體而言，哈丁清楚的描述如何控管公有財產以避免資源的過度消耗。但他對於公有資產的定義與管理方式常常被誤解為提倡私有化的論述。而相對於公地悲劇的論述則通常被視為「反公地悲劇」意指：理性的個體浪費資源。

## 歷史上的公地
哈丁的論文為「公地」一詞提出了一個假設性的類比。在這個類比中，牧羊人使用牧場是基於個體的自由行動，而沒有群體的管理與監督。然而，事實上歷史上的公地並非公有地，且多數不對外開放，所謂的公眾其實掌有極小的權利。只有那些原本就存在於資源之上的人們才算是共享者，也才能擁有多數的權利；而每一個共享者都有自身的權利，但公地本身並不是資產。
這些由共享者擁有的權利是無法被交易買賣，也無法被拋棄的，也就是不能讓取的權利，因此，在這樣的系統下，這樣的權利反而被視為資產。在中世紀時的傳統英國村莊裡，這樣的權利提供了共享者得以在公有地上放牧的權利、以及可以使用非摧毀性的方式來囤積柴薪等。
根據史實，多數的英國公有地專為其上的共享者保存，公有地上的共享者對公地的使用權則受到當地傳統的限制。以哈丁的牧場理論為例，傳統英國公有地的使用其實是有所節制的，牧者必須限制其放牧的數量。這樣的限制可能和同一個村莊的所有權或開放性的牧場數量有關。如此的管制回應了人口和經濟的壓力；進用公地的權力通常是被管制的，以避免公地被消耗。在國會圈管土地的時期，許多英國南方莊園裡的勞動者和貧窮的人們擁有放牧公有地的權力，而公有地的「圈管」確實對那些透過使用公有地放牧和使用其他資源的小地主造成影響。儘管歷史學家對於公有地圈管對英國小地主和勞動者的重要性與影響是有所爭議的，但他們卻同意並沒有證據顯示公地的使用是無法自我維持的。

## 參看
- 外部性

## 外部連結
- Original article by Garrett Hardin （页面存档备份，存于） from Science
- The Digital Library of the Commons （页面存档备份，存于）

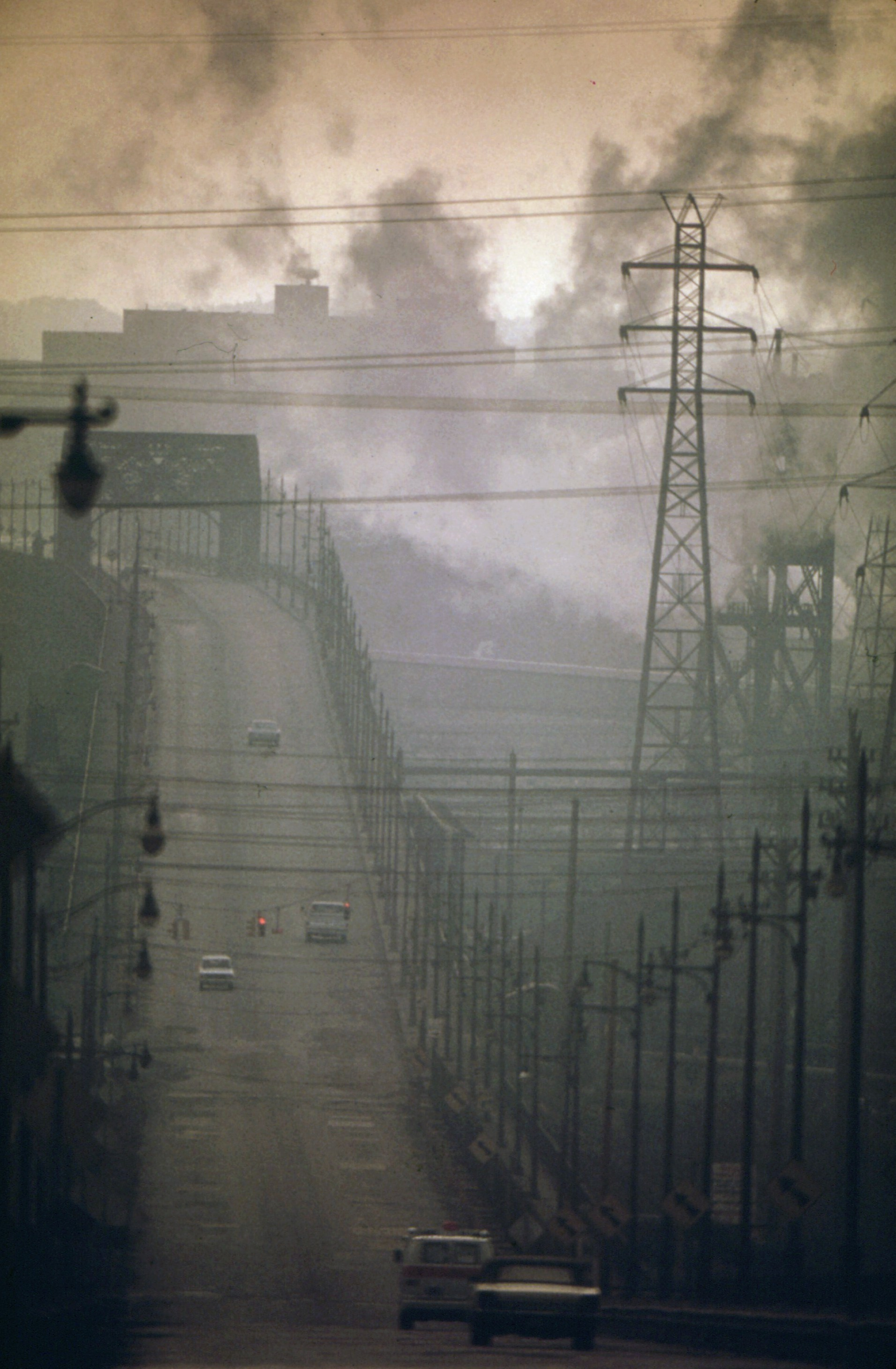
工業污染是經營者忽視其對共享環境影響的後果之一（參看外部性）

- The Myth of the Tragedy of the Commons （页面存档备份，存于） by Ian Angus
- Global Tragedy of the Commons（页面存档备份，存于） by John Hickman and Sarah Bartlett
- Tragedy of the Commons Explained with Smurfs （页面存档备份，存于） by Ryan Somma
- Public vs. Private Goods & Tragedy of the Commons （页面存档备份，存于）